# Győri bazilika
A győri Mennyekbe Fölvett Boldogságos Szűz Mária székesegyház a Győri egyházmegye főtemploma. A város legősibb részén, a Rába és a Duna összefolyásánál fekvő Káptalandombon áll, a Püspökvárral szemben, amely mellett a város legrégibb és legjelentősebb műemléke. Itt őrzik Magyarország egyik kiemelkedően fontos nemzeti ereklyéjét, a Szent László hermáját. A katedrálisnak 1997-ben II. János Pál pápa kisbazilika rangot adományozott.

## Története
Szent István király a győri püspökséggel együtt alapította. Első formájában román stílusban épült a 11. században, ebből a korból csak a templom apszisa maradt fenn napjainkig. A tatárjárás után gótikus stílusban épült újjá, ekkor felmagasított szentélyt és altemplomot kapott. A 15. század elején a jobb oldali hajó mellé Héderváry János kápolnát építtetett, itt őrzik ma a Szent László-hermát. A század második felében megkezdték az egész templom gótizálását, amit az 1480-as években Nagylucsei Orbán püspök fejezett be. Ezt a kéttornyú templomot Bonfinius, Mátyás király udvari történésze rendkívül fényes székesegyházként jellemezte.
A 16. század első felében, különösen a törökök 1529-es győri megjelenése után nagyon megrongálódott, egyik tornya ledőlt. A másik tornyot az 1580-as években villám pusztította el. Akkoriban a székesegyház egy részét katonai raktárként használták, az 1594–98 közti török megszálláskor pedig erődnek rendezték be. Az északi hajót földdel ágyúállásoknak feltöltötték, egészen az ablakok magasságáig, a Káptalandomb Duna felőli oldalának védelmére. A déli oldal sekrestyéjét valamint a Héderváry-kápolnát lőszerraktárnak, a templom többi része istállónak használták.
A teljesen tönkrement székesegyházat Draskovich György (püspök) megbízásából Giovanni Battista Rava itáliai építész tervei alapján kezdték átépíteni. A kora barokk stílusú átalakítás 1639–45 közt zajlott. A templom jelenlegi, copf stílusú tornya az 1680-as években készült Széchényi György (érsek) megbízásából. A 17. század végén és a 18. század elején elkészültek a székesegyház barokk oltárai. A templombelső végleges kialakítását Hefele Menyhért tervei alapján fejezték be, az 1780-as években. Maulbertsch ekkor készítette a falakat és a mennyezetet borító pompás freskókat.
A 19. század elején az egyik torony ledőléssel fenyegetett, ennek megakadályozására 1823-ban nagy felületű klasszicista támasztófalat építettek elé. Az 1969-ben kezdett régészeti feltárás során tárták fel, és állították helyre a templom eredeti, román stílusú apszisát. II. János Pál pápa 1996. szeptember 7-én, győri látogatása során felkereste a székesegyházat is, ahol találkozott az egyházmegye papjaival és híveivel, s imádkozott a Szűzanya kegyképe előtt valamint Apor Vilmos püspök sírjánál. 1997. március 17-én, a Szűzanya kegyképe vérrel könnyezésének 300 éves jubileuma alkalmából Gilberto Agustoni bíboros, pápai legátus ünnepi szentmisét mutatott be az egész magyar püspöki kar jelenlétében a templomban. A szentatya ekkor emelte kisbazilika rangra a győri katedrálist.
2017-ben felújították a székesegyházat: a májustól decemberig tartó első szakaszban az épületgépészeti, világítási, fűtési, biztonsági és a hangosítási rendszer korszerűsítése mellett a 20. század második felében lerakott járólapok helyett mészkőburkolatot raktak le, valamint restaurálták a Könnyező Szűzanya oltárát. A második szakaszban helyreállítják Franz Anton Maulbertsch mennyezetfreskóit, valamint felújítják a mellékoltárokat, festményeket, szobrokat, fal- és márványfelületeket is.
2022-ben sikerült pótolni a háborúban elrekvirált harangokat is, az új öntvények a passaui Perner harangöntődében készültek

## Külső leírása

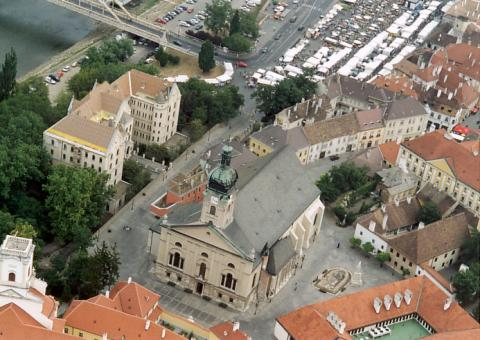
Légi felvétel a templomról

A keleti tájolású háromhajós bazilika klasszicista homlokzatán nagyméretű félköríves ablakok találhatók, felül timpanon, sarkain vázák, mögötte a torony copf sisakjával. A főbejárat bronzkapuját Schima Bandi, győri iparművész készítette 1938-ban.
A bazilika északi és déli oldalán vörösmárvány kapuzatok láthatók, 1774-ben készültek.
Az oldalhajók gótikus pillérei közt jól kivehetők a gótikus ablakkeretek. Déli oldalához gótikus kápolna, a Héderváry-kápolna csatlakozik. A nyugati oldalon a székesegyház eredeti, román kori apszisa látható.

## A bazilika belső tere

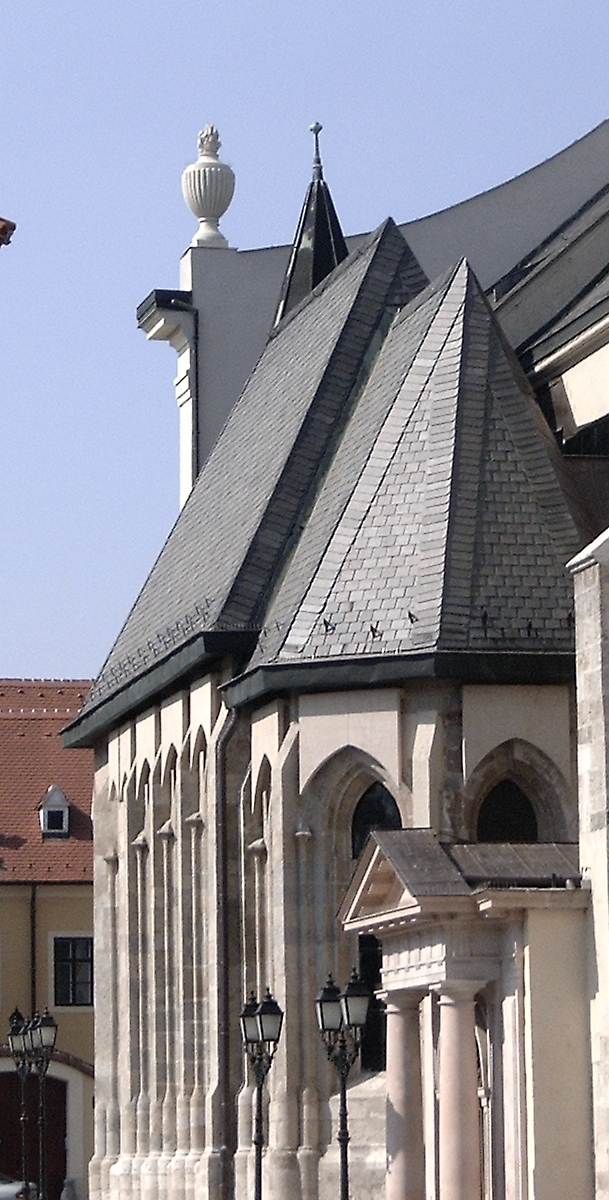
A Héderváry-kápolna

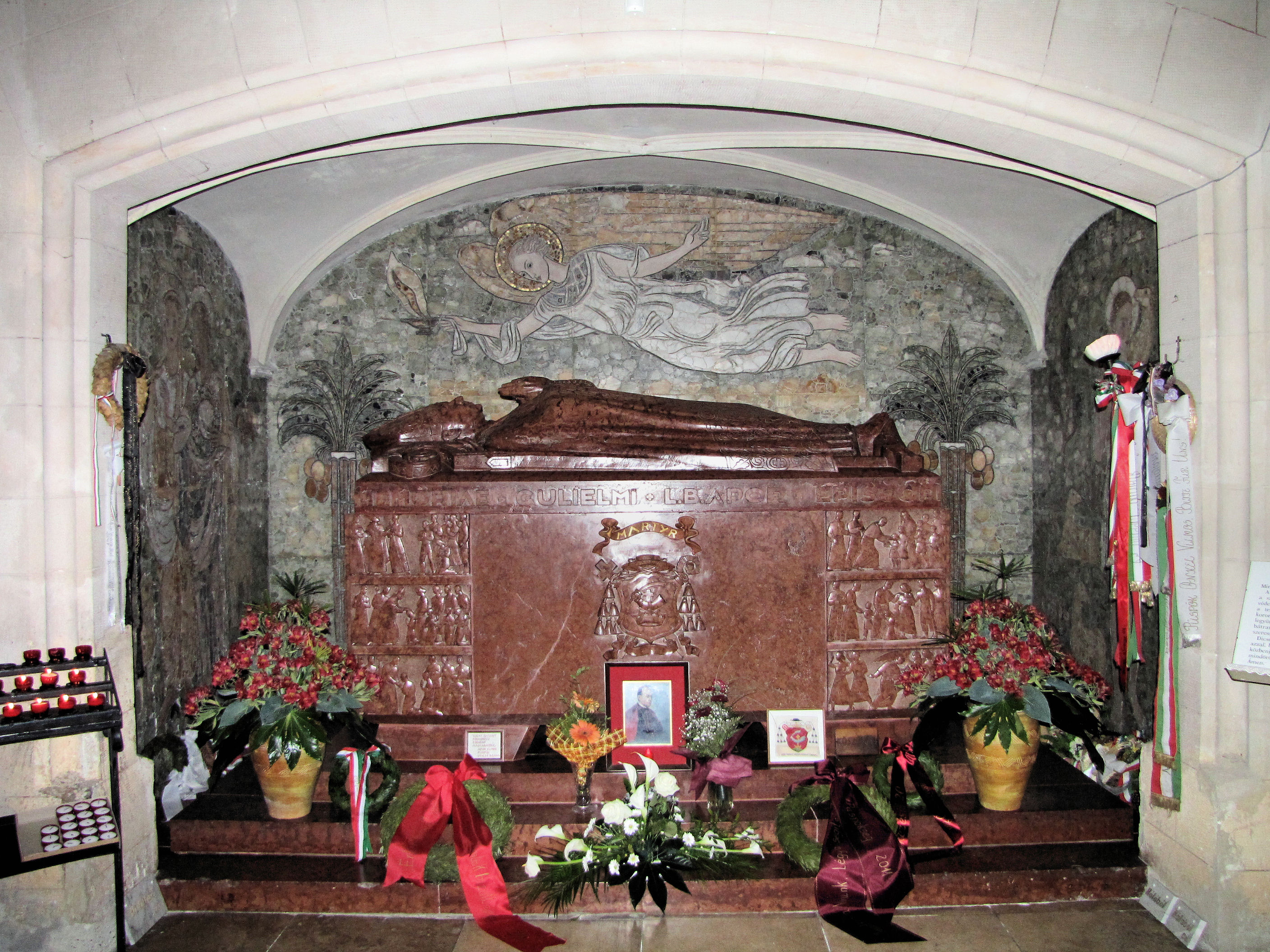
Apor Vilmos sírja Győrben, Boldogfai Farkas Sándor szobrászművész és Mattioni Eszter festőművész alkotása

A bazilika belső tere, melyet két oszlopsor választ szét három hajóra impozáns látványt nyújt. A belső térkiképzés a 17. századi átalakítást tükrözi. A négyszögletes oszlopok gótikus pilléreket rejtenek magukban, ezeken nyugszik mindhárom hajó fiókos dongaboltozata. A szentély boltozatán Maulbertsch 1772-ben készült mennyezetfestményén a magyar szentek hódolata látható. A mennyezet hat fiókboltozatának falsíkján a képek ó- és újtestamentumi témákat ábrázolnak. Az oszlopokkal keretezett főoltárépítményt Hefele Menyhért tervezte, az oltárkép Maulbertsch munkája, Mária mennybemenetelét ábrázolja. A főoltár két oldalán és a szentély stallumai feletti nyílásokban aranyozott barokk szobrok állnak. Kétoldalt kanonoki stallumok húzódnak, faragott, aranyozott díszítéssel, a 18. század második feléből származnak. A bal oldalon levő püspöki trón kárpitja Mária Terézia számára készült, a trónt Zichy püspök vásárolta meg. Felette a székesegyház alapítását ábrázoló grisaille látható, a szemben lévő falon pedig Szent László vízfakasztó jelenete. A hajó mennyezetén lévő freskó, amely Krisztus színeváltozását ábrázolja Maulbertsch legnagyobb alkotása. A szentélyt a hajótól elválasztó márványkorlát végeinél két domborműves fekete oltár van. Értékes és ritka műalkotások, a barokk művészet kiváló példái. A copf márvány szószéknek díszes feljárója és barokkos hangvetője figyelemre méltó. A hajóban szépen faragott rokokó tölgyfapadok sorakoznak. A belső teret harmonikusan zárja le a kórus, aranyozott faragványokkal keretezett orgonaszekrényét angyalok díszítik.
Az északi mellékhajó legfőbb látnivalója az 1655-ben Írországból hozott Vérrel Könnyező Szűz Mária-kép. A szentély jobb oldalán két mellékoltár van, Szent Anna és a Három királyok tiszteletére. A szentély jelenlegi zárófala mögött van a román kori apszis korabeli falfestményével.
A déli mellékhajó két pompás mennyezetképe közül az egyik Maulbertsch műve, a másik valószínűleg egyik tanítványáé. Az oltárok Hefele Menyhért tervei alapján készültek. Az oszlopos kiképzésű főoltár Szent István vértanú megkövezését ábrázolja, valószínűleg Paul Troger alkotása. A bal oldali két mellékoltár Szent Józsefé és a Fájdalmas Szűzé. A szentélyrész déli falán látható Maulbertsch-kép Krisztust ábrázolja a kereszten. Itt van még egy művészi kiképzésű keresztelőmedence. A hajót Mattioni Eszter stációképei díszítik.
A déli mellékhajóból juthatunk az 1404-ben épült gótikus Héderváry-kápolnába. A színes ablakokat Árkainé Sztéhlo Lili készítette. Itt őrzik hazánk legértékesebb ötvösművészeti remekét, egyben kiemelkedően fontos nemzeti ereklyénket a Szent László-hermát. Az aranyozott ezüstből készült fejrészt III. Béla idején Dénes mester készítette. A hermát a 14. században restaurálták, ekkor a régi mellrészt megnagyobbították, és sodronyzománcúvá alakították. 1600-ban Prágában készült a mai hengernyak, és itt illesztették rá a nyakgyűrűt erősítésül. Az eredeti négyágú gótikus koronát is ekkor alakították a mai tízágúra, melyet cseh gránátok, színtelen kvarc és üveg díszítenek. A herma nyakában függő ezüst kürt a 15. századból származik. A Héderváry-kápolnában van Győr vértanú püspökének, Apor Vilmosnak Boldogfai Farkas Sándor szobrászművész és Mattioni Eszter festőművész által alkotott síremléke is.
A székesegyház északi oldalához két sekrestye csatlakozik. A külső sekrestye egyszerűnek tűnő berendezése közt több értékes darab van. A belső sekrestye a kanonokoké, faragott aranyozott bútorzata a 18. század második felében készült. Itt van a bazilika kincstára, amelynek legértékesebb darabjai: 15. századi sodronyzománc díszítésű kelyhek, középkori szentségmutatók, II. Rákóczi Ferenc ezüstkötésű imakönyve, 14. századi elefántcsont triptichonszárny, Bornemissza Pál erdélyi püspök igazgyöngyökkel kivarrt, drágakövekkel díszített infulája 1550-ből, Mátyás király által adományozott 15. századi firenzei miseruha.
A székesegyház északi falában kívül befalazott római kori kövek találhatók, az északi bejárattól keletre lévő pillérbe építették be a híres Victoria-oltárt. Felette a székesegyház történetére vonatkozó bronz dombormű látható, alatta vésett évszám: 1466, amely a templom gótikus átalakítási munkálatainak kezdetét jelenti.

## Harangok
Összefoglaló táblázat
| Szám | Név                                   | Öntés éve | Öntöde, helyszíne           | Átmérő (cm) | Tömeg (kg) | Hangzása (A0= 435 Hz) |
| ---- | ------------------------------------- | --------- | --------------------------- | ----------- | ---------- | --------------------- |
| 1    | Szentháromság-nagyharang              | 2022      | Perner harangöntöde, Passau | 197 cm      | 4745kg     | Asz0                  |
| 2    | Szent Mihály-harang                   | 2022      | Perner harangöntöde, Passau | 153 cm      | 1958kg     | c1                    |
| 3    | Magyarok Nagyasszonya-harang          | 1946      | Szlezák László, Budapest    | 130 cm      | 1014 kg    | esz1                  |
| 4    | Szent András apostol-harang           | 2022      | Perner harangöntöde, Passau | 115,5 cm    | 1064 kg    | f1                    |
| 5    | Szent István király-harang            | 2022      | Perner harangöntöde, Passau | 102,8 cm    | 745 kg     | g1                    |
| 6    | Szent László király-harang            | 2022      | Perner harangöntöde, Passau | 85 cm       | 425 kg     | b1                    |
| 7    | Boldog Apor Vilmos püspök-lélekharang | 2022      | Perner harangöntöde, Passau | 75,8 cm     | 275 kg     | c2                    |